# Zieskoven
Zieskoven war eine Hofgruppe zwischen Gleuel und Burbach in der heutigen Stadt Hürth, die dem Braunkohlebergbau zum Opfer fiel.

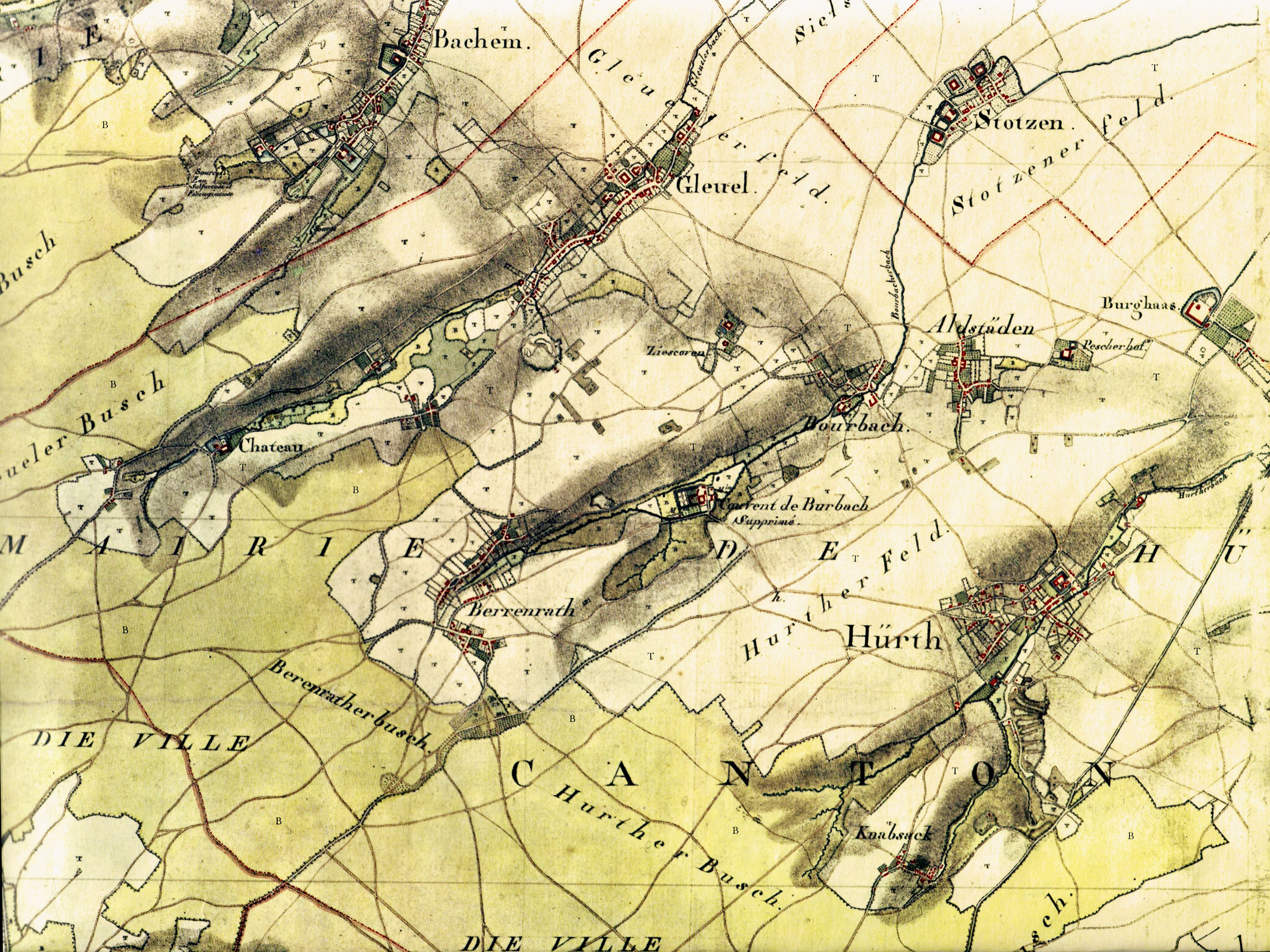
Zieskoven auf der Tranchot-Karte von 1807/08

## Geschichte
Der Hof gehörte im Mittelalter zur Herrlichkeit Gleuel, die als Pächter einen Halfen einsetzte. Irgendwann wurde der Hof geteilt, sodass in amtlichen Aufstellungen, etwa um 1831, zwei Feuerstellen und 16 Einwohner gezählt wurden. Diese Zahl hat sich in den Folgejahren nicht wesentlich geändert. Zu Beginn des 20. Jh. wurde der größere Hof verlegt den Hang hinunter an die heutige Hermülheimer Straße: Neu Zieskoven. Als solches war der Hof lange Zeit auf amtlichen und städtischen Plänen verzeichnet. Rund um den Hof und von dort nach Gleuel hin wurde in den 1920er Jahren die Bergmann-Siedlung angelegt. Der Rest des Hofensembles, Alt-Zieskoven, eine Pferdepension am Ende der Zieskovener Straße, liegt am Grubenrand der vom Tagebau Berrenrath um 1952 ausgekohlten ehemaligen Grube Gotteshülfe, heute Otto-Maigler-See. Ein Großteil des Ackerlandes ging durch den Braunkohleabbau verloren. Das Gebiet um den Otto-Maigler-See wurde hauptsächlich forstwirtschaftlich rekultiviert.